# Gottfried III. (Löwen)
Gottfried III. († 11. oder 21. August 1190) war ab 1142 Graf von Löwen, Landgraf von Brabant, (als Gottfried VIII.) Herzog von Niederlothringen und Markgraf von Antwerpen.

## Leben
Er war der Sohn von Gottfried II. und Luitgard von Sulzbach. Beim Tod seines Vaters war er noch ein Kind, was einige Brabanter Vasallen dazu brachte, die Unabhängigkeit für sich zu erlangen (Kriege von Grimbergen). Die Auseinandersetzung endete mit dem Niederbrennen der Motte Grimbergen 1159.
Am 30. März 1147 nahm Gottfried an der Krönung von Heinrich-Berengar, dem Sohn Konrads III. in Aachen teil. 1148 brach der Krieg – nach Konrads Abreise auf den Zweiten Kreuzzug – erneut aus, der erst mit der Wahl von Konrads Nachfolger Friedrich Barbarossa beendet wurde. Seine Ehe mit Margarete, der Tochter Heinrichs II. von Limburg, des ehemaligen Gegners seines Vaters, verbündete Gottfried die mächtigsten Familien der Region miteinander.
1171 unterlag er in einem Krieg gegen den Grafen von Hennegau. 1179 verheiratete er seinen Sohn Heinrich I. mit einer Nichte Philipps von Elsass, des Grafen von Flandern.
Von 1182 bis 1184 war Gottfried auf einer Pilgerfahrt nach Jerusalem. In der Zwischenzeit ernannte Friedrich Barbarossa seinen Sohn stellvertretend für ihn zum Herzog von Brabant. Im September 1190 wurde der Herzogstitel auf dem Reichstag von Schwäbisch Hall auf seinen Sohn übertragen.

## Ehen und Nachkommen
Aus seiner 1158 geschlossenen Ehe mit Margarete, der Tochter Heinrichs II. von Limburg hatte er zwei Söhne:
- Heinrich I. (1165–1235), Herzog von Brabant;
- Albrecht I. von Löwen (1166–1192), Bischof von Lüttich, Kardinal.

Aus seiner zweiten Ehe mit Imagina, Tochter von Ludwig I., Graf von Loon, hatte er zwei Söhne:
- Wilhelm von Löwen, Herr von Perwez und Ruysbroek ⚭ Marie d’Orbais;
- Gottfried von Löwen (auch Godfrey de Louvain, † 1226), ging 1196 nach England, ⚭ Alice de Hastings, Erbtochter des Robert de Hastings († 1190), Herr von Little Easton in Essex.